# Мавсол
Мавсол (Мавзол; др.-греч. Μαύσωλος) — старший сын Гекатомна, фактически независимый от Ахеменидов правитель (сатрап и династ) Карии в 377—353 годах до н. э.

## Биография
Мавсол принял участие в восстании сатрапов Малой Азии против Артаксеркса II, но вовремя вышел из борьбы, чтобы избежать разгрома. Перенёс столицу Карии из древнего Миляса в прибрежный Галикарнас, тем самым подчеркнув своё намерение расширять пределы владений за счёт близлежащих греческих островов. Ему удалось подчинить себе часть Ликии и некоторые греческие города Ионии. С целью распространить своё влияние на Родос и Кос он поддержал островитян в Союзнической войне с Афинами.

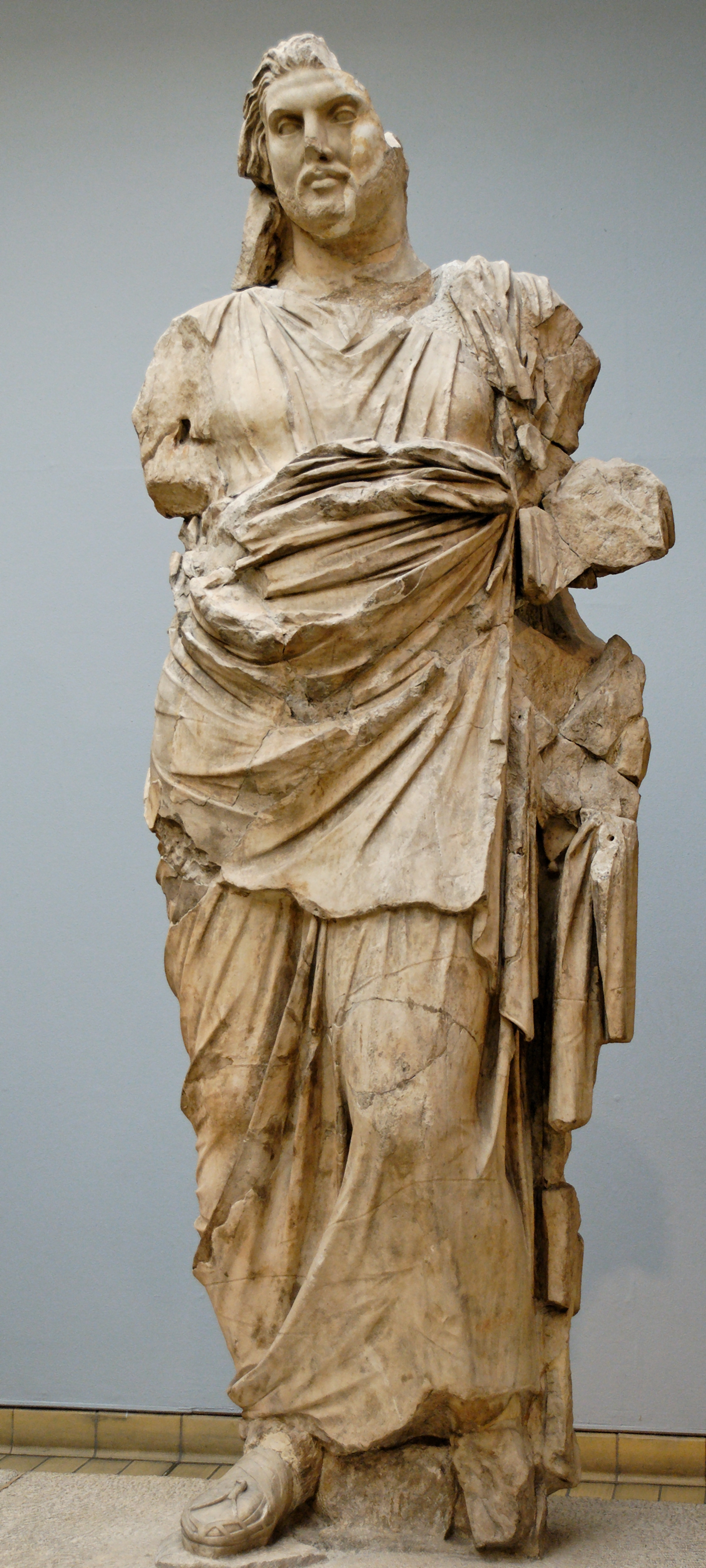
Статуя Мавсола из его галикарнасской гробницы

Преклонение Мавсола перед эллинской культурой позволяет считать его важнейшим предтечей эллинизма. При его дворе процветали греческие искусства и науки. Его сестра и супруга Артемисия II назначила награду тому, кто сочинит лучшее похвальное слово в честь Мавсола. В сочинении этой эпитафии приняли участие Навкрат, Исократ, Теодект и Феопомп: победил последний. Та же Артемисия выстроила в честь мужа в Галикарнассе великолепный мавзолей: гробницу, причисленную к семи чудесам света античности.
Проспер Мериме писал: «Мавсол умел выжимать соки из подвластных ему народов, и ни один пастырь народа, выражаясь языком Гомера, не умел глаже стричь своё стадо. В своих владениях он извлекал доходы из всего: даже на погребение он установил особый налог… Он ввел налог на волосы. Он накопил огромные богатства. Этими-то богатствами и постоянными сношениями карийцев с греками объясняется, почему гробница Мавсола была причислена к семи чудесам света».
В современном мире имя Мавсола чаще всего вспоминают в связи с понятием «мавзолей»: благодаря своей знаменитости, мавзолей в Галикарнасе приобрёл статус имени нарицательного.
| Гекатомниды              |                               |                         |
| Предшественник: Гекатомн | Царь Карии 377 — 353 до н. э. | Преемник: Артемисия III |